# بيغ جو وليامز
بيغ جو وليامز (بالإنجليزية: Big Joe Williams)‏ هو عازف قيثارة وموسيقي ومغني وكاتب أغاني ومغن مؤلف أمريكي، ولد في 16 أكتوبر 1903 في مقاطعة لوديس في الولايات المتحدة، وتوفي في 17 ديسمبر 1982 في مسيسيبي في الولايات المتحدة.

## وصلات خارجية
- بيغ جو وليامز على موقع IMDb (الإنجليزية)
- بيغ جو وليامز على موقع ميوزك برينز (الإنجليزية)
- بيغ جو وليامز على موقع أول ميوزيك (الإنجليزية)
- بيغ جو وليامز على موقع ديسكوغز (الإنجليزية)